# Edukationseffekt
Edukationseffekt bezeichnet das Ziel einer Norm, neben ihrem Hauptregelungsbereich auch einen erzieherischen Effekt, eine Lenkung im Verhalten des Normadressaten zu erzeugen. So diente etwa die Einführung des Ehegattensplittings 1958 in erster Linie der Steuererhebung und Kompensation von Nachteilen für Verheiratete durch die Zusammenveranlagung. Sie verfolgte jedoch, anders als das ihr vorgehende Modell der Ehegatten-Besteuerung, das an die Haushaltsbesteuerung anknüpfte, nicht das Ziel, die Ehefrau "zurück ins Haus" zu führen (dies wäre insoweit auch nicht mit Art. 3 Abs. 2 GG vereinbar). Vielmehr wollte sie den Eheleuten die Möglichkeit geben, sich frei für eine bestimmte Ausgestaltung zu entscheiden, ohne hierbei steuerliche Nachteile zu erleiden. 
Als Edukationseffekt kann auch das Ziel bezeichnet werden, durch Steuernormen ein Verhalten der Bürger zu fördern, das nicht durch direkten Befehl angeordnet werden kann, wie etwa regional- oder branchenspezifische Privatinvestitionen oder energiesparsamer Personenverkehr.
Der Begriff wird vorwiegend in straf- und steuerrechtlichen Zusammenhängen verwendet. 
In einem Rechtsstaat ist die Ausgestaltung von Normen mit einem Edukationseffekt nicht per se unzulässig. Damit dürfen jedoch nur Ziele verfolgt werden, die ihrerseits legal oder zumindest verfassungsrechtlich zulässig sind. Daher spielt das Auftreten eines direkten oder mittelbaren Edukationseffekts eine Rolle bei der Beurteilung eines staatlichen Grundrechtseingriffs. 